# Hemisilurus
Hemisilurus — рід риб з родини Сомові ряду сомоподібних. Має 3 види.

## Опис
Загальна довжина представників цього роду коливається від 50 до 80 см. Голова помірного розміру. Морда коротка. Очі маленькі. Рот не дуже широкий. Нижня щелепа довга. Довгі та гнучкі вусики розташовані на верхній щелепі. Тулуб подовжено. Спинний плавець відсутній, Анальний плавець подовжено. Черевні плавці мають до 8 променів. Хвостовий плавець сильно роздвоєно.
Забарвлення світле, сріблясте.

## Спосіб життя
Є пелагічними рибами. Зустрічаються тільки в великих річках з швидкою течією, але заходять і в затоплені заплавні ліси. Активні переважно вночі. Вдень ховаються біля дна. Живляться рибою і креветками.

## Розповсюдження
Поширені в басейні річки Меконг і островах Калімантан і Суматра.

## Види
- Hemisilurus heterorhynchus
- Hemisilurus mekongensis
- Hemisilurus moolenburghi